# Jim Lea
Jim Lea est un musicien britannique né le 14 juin 1949 à Wolverhampton, en Angleterre. Il est le bassiste du groupe de rock Slade. Outre la basse, il joue aussi de la guitare, du violon, du piano et autres claviers. Il compose la plupart des grands succès de Slade avec le chanteur Noddy Holder et endosse également le rôle de producteur dans les dernières années de la carrière du groupe.

## Biographie
James Whild Lea est né à Wolverhampton. Ses parents possèdent un pub à Bilbrook, dans la grande banlieue de Wolverhampton. Il commence à jouer du violon à l'âge de dix ans et rejoint l'orchestre des jeunes du Staffordshire en 1961. Il apprend ensuite la basse et la guitare.
En 1966, Lea abandonne ses études pour devenir le bassiste des 'N Betweens, un groupe qui se fait peu à peu connaître dans les Midlands avec ses reprises de succès de la Motown et de morceaux de blues ou de soul. Ils comptent dans leurs rangs le guitariste Dave Hill et le batteur Don Powell et sont rejoints peu après par le chanteur Noddy Holder. Les 'N Betweens deviennent Ambrose Slade en 1969, puis Slade tout court l'année suivante.
Encouragés par leur imprésario Chas Chandler, les membres de Slade commencent à écrire leurs propres chansons au début des années 1970. C'est le début d'une relation de travail fructueuse entre Lea et Holder, qui sont à l'origine de la plupart des grands succès du groupe, dont leurs six singles nos 1 des ventes au Royaume-Uni : Coz I Luv You (en) (1971), Take Me Bak 'Ome (en) (1972), Mama Weer All Crazee Now (en) (1972), Cum On Feel the Noize (1973), Skweeze Me, Pleeze Me (en) (1973) et Merry Xmas Everybody (1973). La majeure partie du temps, Lea compose les mélodies tandis que Holder se charge des paroles.
La popularité de Slade décline à la fin des années 1970 et les stations de radio britanniques ne diffusent plus leurs chansons. En 1979, Jim Lea met sur pied un label indépendant avec son frère Frank, Cheapskate Records. Ils enregistrent ensemble quelques singles sous le nom des Dummies qui attirent l'attention des radios britanniques, mais pas suffisamment pour en faire des tubes.
Slade bénéficie d'un regain de popularité au début des années 1980. Jim Lea joue un rôle accru au sein du groupe en prenant en charge la production des enregistrements du groupe. Alors qu'une tournée américaine avec Ozzy Osbourne doit prendre place en 1984, il tombe malade après un unique concert et doit rentrer au Royaume-Uni avec les autres membres de Slade. Ce concert marque sa dernière apparition sur scène avec Slade.
Lea collabore avec d'autres artistes dans les années 1980. En 1983, Holder et lui écrivent deux chansons et produisent le quatrième album du groupe Girlschool, Play Dirty (en). Il travaille également avec Gary Holton (en), Annabella Lwin (en) et Chrome Molly (en).
Lea quitte Slade en 1992, dans la foulée du départ de Holder. Il se reconvertit d'abord dans la gestion immobilière avant d'entreprendre des études de psychologie. Il continue à écrire et à enregistrer des chansons qu'il sort en single sur des petits labels. Un album solo, baptisé Therapy, voit le jour en 2007.